# Villa Hidalgo (San Luis Potosí)
Villa Hidalgo (San Luis Potosí) é um município do estado de San Luis Potosí, no México.